# Флавий Урс
Флавий Урс (лат. Flavius Ursus) — государственный деятель Римской империи первой половины IV века, консул 338 года.

## Биография
Урс был германцем по происхождению.
О Флавии Урсе практически ничего не известно, кроме назначения его консулом в 338 году вместе с Флавием Полемием. В преданиях о святом Николае упоминается некий Урс, которого Константин I отправил для усмирения восстания тайфалов во Фригии. Авторы Prosopography of the Later Roman Empire считают возможной идентификацию Флавия Урса с неким Урсом, который упоминается как магистр армии в письме врача-ветеринара Апсирта. Однако Апсирт, вероятно, относится все же к гораздо более раннему времени. Александр Демандт, однако, считает Урса первым носителем должности magister militum.
Как предполагают исследователи, консулами в 338 году были назначены именно Урс и Полемий, а не кто-то из новых августов — Константин II, Констанций II или Констант из-за того, что они, как военные, как-то были связаны с уничтожением родственников Константина I летом 337 года. Урс и Полемий заменили предназначавшихся ранее в консулы римских сенаторов, в частности, Лоллиана, ставшего консулом только в 355 году.